# Степной (Красноярский край)
Степной — посёлок в Назаровском районе Красноярского края России. Административный центр Степновского сельсовета.

## География
Посёлок Степной располагается в 45 километрах к югу от районного центра, города Назарово. В двух километрах к югу от поселка протекает река Сереж — приток Чулыма, который, в свою очередь, является притоком реки Обь. Местность преимущественно степная (именно из-за расположенных в округе степей посёлок и получил своё название).
Является крупнейшим населенным пунктом в Назаровском районе (после г. Назарово).

## История
В 1968 г. указом президиума ВС РСФСР поселок отделения № 1 Назаровского совхоза переименован в Степной.

## Население
| 2010 |
| ---- |
| 1840 |

Гендерный состав
По данным Всероссийской переписи населения 2010 года 878 мужчин и 962 женщины из 1840 чел.
По данным Всероссийской перепеси населения 2022 года 4457 чел.

## Состав
В поселке находятся 9 улиц, один переулок, а также один микрорайон:
- ул. Молодёжная
- ул. Школьная
- ул. Добровольского
- ул. Гагарина
- ул. Садовая
- ул. 30 лет ВЛКСМ
- ул. Новая
- ул. Зелёная
- ул. Строительная
- пер. Восточный
- микр. Южный

## Руководящие органы
Глава Степновского сельсовета с 2015 года — Игорь Панов.
Председатель Степновского сельского совета депутатов с 2015 года — Валентина Градобоева.

## Социальная сфера
На территории поселка на данный момент действуют:
- Степновская средняя общеобразовательная школа
- Степновский детский сад «Колосок»
- Степновская централизованная клубная система
- Степновская библиотека
- Степновская участковая больница
- Степновский спортивный комплекс
- Кафе «Морозко»